# Marion Stokes
Marion Stokes född Butler, den 25 november 1929, död 14 december 2012, var en amerikansk TV-producent, aktivist inom medborgarrättsrörelsen, bibliotekarie och arkivarie. Hon är särskilt känd för att ensam ha spelat in hundratusentals timmar med TV-nyheter som sträcker sig över 35 år, från 1977 fram till hennes död vid 83 års ålder. Vid sin död ägde Stokes nio fastigheter och tre lagringsförråd för att förvara sin samling.

## TV-nyhetssamling
Stokes samling bestod av inspelningar från Fox, MSNBC, CNN, C-SPAN, CNBC och andra nyhetskanaler som sänder dygnet runt - inspelade samtidigt på så många som åtta separata videobandspelare som var utplacerade i hennes hus. Hon hade man och barn, och familjeaktiviteter utanför hemmet planerades runt VHS-bandens längd. Var sjätte timme när banden var på väg att ta slut fick Stokes och hennes man springa runt i huset för att för att sätta in nya videoband - de fick till och med avbryta måltider på restauranger för att skynda sig hem för att hinna byta band i tid. Senare i livet när hon inte var lika rörlig lärde Stokes upp en assistent som utförde uppgiften åt henne. Arkivet växte slutligen till 71 716 stycken (ursprungligen felaktigt rapporterat som 140 000 i media) VHS- och Betamax-band staplade i Stokes hem samt lägenheter som hon hyrde bara för att lagra dem.
Stokes var övertygad om att det fanns en hel del detaljer i nyheterna som riskerade att försvinna för alltid och började spela in. Hennes son, Michael Metelits, berättade för WNYC att Stokes "kanaliserade hennes naturliga samlingstendenser till uppgiften att skapa ett arkiv."
Hon är inte den första som spelat in en stor mängd TV-sändningar, men omsorgen som lagts ner för att bevara samlingen är mycket ovanlig. Andra samlingar av liknande skala har inte varit lika väl underhållna och saknar tidsenlig och lokal fokus.

## Andra samlingar
Förutom att spela in nyhetssändningar samlade Stokes ihop stora mängder av andra saker. Under ett halvt sekel prenumererade hon på ett dussin dagstidningar och 100-150 månatliga tidskrifter. Stokes hade också samlat 30 000-40 000 böcker. Metelits berättade för WNYC att i mitten av 1970-talet gick de ofta till bokhandlare och spenderade $800 på nya böcker. Stokes samlade också på leksaker och dockhus.

### Macintoshdatorer
Stokes köpte många Macintoshdatorer sedan varumärkets början tillsammans med andra olika Appleprodukter. Vid sin död ägde hon fortfarande 192 av datorerna. Stokes förvarade de oöppnade föremålen i ett klimatstyrt förvaringslager för framtiden. Samlingen av datorer spekulerades att vara en av de sista av sitt slag som fortfarande existerade. Den såldes på eBay till en anonym köpare.

## Arv
Stokes testamenterade hela TV-samlingen till sin son Michael Metelits med den enda instruktionen att donera den till en välgörenhetsorganisation som han själv valt ut. Efter att ha noga övervägt potentiella mottagare gav Metelits samlingen till Internet Archive ett år efter Stokes död. Fyra fraktcontainrar behövdes för att skicka samlingen genom hela landet från Philadelphia till Internet Archives huvudkontor i San Francisco, en flytt som kostade hennes dödsbo $16 000. Det var den största samlingen de någonsin fått.
Gruppen bestämde sig för att digitalisera banden, en process som förväntas kosta 2 miljoner dollar, kräver 20 digitaliseringsmaskiner och frivilliga som arbetar dygnet runt. Det förväntas att ta flera år att slutföra. I november 2014 var projektet fortfarande aktivt.
En dokumentär om Stokes liv, Recorder: The Marion Stokes Project, regisserad av Matt Wolf hade premiär vid Tribeca Film Festival 2019.